# That Certain Feeling
That Certain Feeling (Brasil: O Testa de Ferro / Portugal: O Tal Sentimento) é um filme estadunidense de 1956, do gênero comédia, dirigido por Melvin Frank e Norman Panama e estrelado por Bob Hope e Eva Marie Saint. Trata-se de um fraco veículo para Hope,.
A canção-título, composta por George Gershwin e Ira Gershwin, é interpretada por Pearl Bailey durante a abertura --- e depois reprisada por Hope.

## Sinopse
Após perceber que sua criação, Snips and Runty, não vai nada bem, o cartunista Larry Larkin chama de volta seu ghost-writer Francis X. Dignan, com quem estava rompido. Larry está noivo de Dunreath Henry, ex-esposa de Francis, que ainda a ama, e as coisas se complicam.

## Elenco
| Ator/Atriz      | Personagem        |
| --------------- | ----------------- |
| Bob Hope        | Francis X. Dignan |
| Eva Marie Saint | Dunreath Henry    |
| George Sanders  | Larry Larkin      |
| Pearl Bailey    | Gussie            |
| David Lewis     | Joe Wickes        |
| Al Capp         | Al Capp           |